# Grace Hartman (actriu)
Grace Adelaide Hartman (nascuda Grace Barrett, San Francisco, 7 de gener de 1907 – Van Nuys, 8 d'agost de 1955) va ser una actriu de teatre estatunidenca.
Va néixer a San Francisco. Casada amb l'actor Paul Hartman entre 1923 i 1951, quan es divorciaren.
El 1949, Hartman i el seu marit co-protagonitzaren The Hartmans, una sèrie de comèdia a la NBC-TV.
Va morir d'un càncer el 8 d'agost de 1955 a Van Nuys, Califòrnia, als 48 anys.

## Produccions
- Ballyhoo of 1932 (6 de setembre de 1932 – 26 de novembre de 1932)
- Red, Hot and Blue (29 d'octubre de 1936 – 10 d'abril de 1937)
- Keep 'em Laughing (24 d'abril de 1942 – 28 de maig de 1942)
- Top-Notchers (29 de maig de 1942 – 20 de juny de 1942)
- Sketches by Grace Hartman (11 de desembre de 1947 – 4 de setembre de 1948)
- Angel in the Wings (22 de gener de 1949 – 7 de maig de 1949)
- Tickets, Please! (27 d'abril de 1950 – 25 de novembre de 1950)

## Filmografia
| Any  | Títol             | Rol              | Notes            |
| ---- | ----------------- | ---------------- | ---------------- |
| 1940 | Sunny             | Juliet Runnymede |                  |
| 1943 | Higher and Higher | Hilda            |                  |
| 1949 | The Hartmans      | Ella mateixa     | Sèrie televisiva |

## Premis
Va guanyar un Premi Tony a la millor actriu protagonista de musical pel seu paper a Angel in the Wings.